# Дальян
Дальян (тур. Dalyan) — город в Турции.
Город Дальян расположен на крайнем юго-западе Анатолии, в округе Ортаджа, входящем в провинцию Мугла. Численность населения города — 4 848 человек (на 2000 год).
Дальян является одним из известнейших туристических курортов на реке Дальян, близ впадения её в Средиземное море. В Дальяне постоянно проживает колония из английских и немецких пенсионеров. В окрестностях города находятся многочисленные античные археологические памятники и природные достопримечательности, среди них развалины города Кавн, ликийские скальные погребения на скалах, озеро Кёйджегиз, Черепаший берег Изтузу и другие. По озеру и извилистой и имеющей рукава в устье реке ходят прогулочные лодки, ввиду чего Дальян иногда именуют «Турецкой Венецией». В этих местах весьма популярен лов небольших крабов и наблюдение за жизнью больших черепах.  В окрестностях города Дальян построено некоторое количество отелей, однако наиболее популярны дешевые апартаменты.  Отдыхающие проводят большую часть времени, загорая на пляже Изтузу, куда можно добраться из центра города на маршрутном автобусе. Турецкий город Дальян
. это место наиболее популярно среди англичан, нежели туристов из стран бывшего СССР.

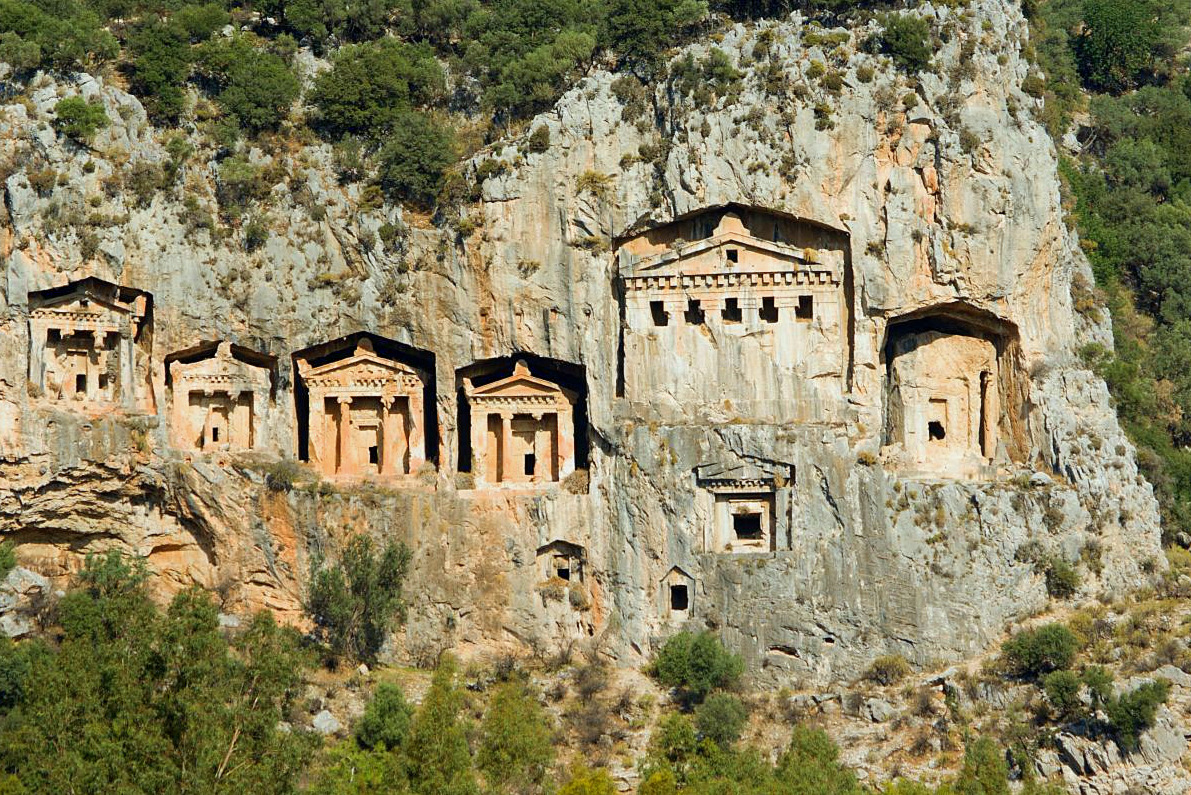
Ликийские скальные гробницы на реке Дальян
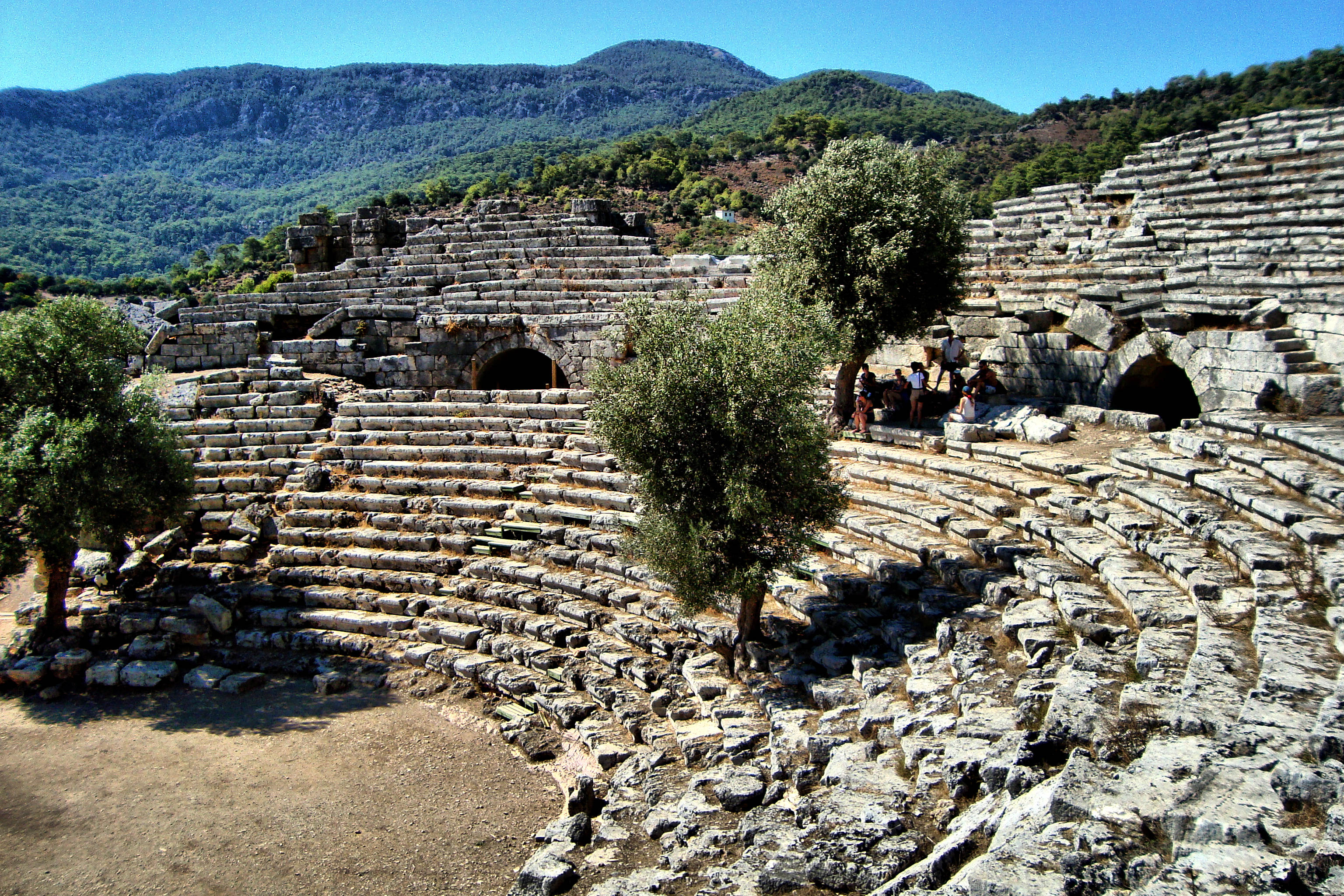
Античный театр в Кавне
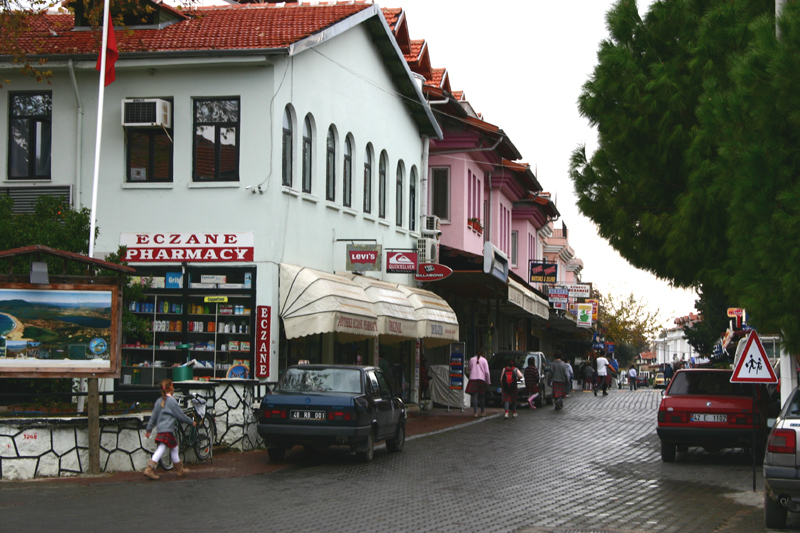
Современный центр
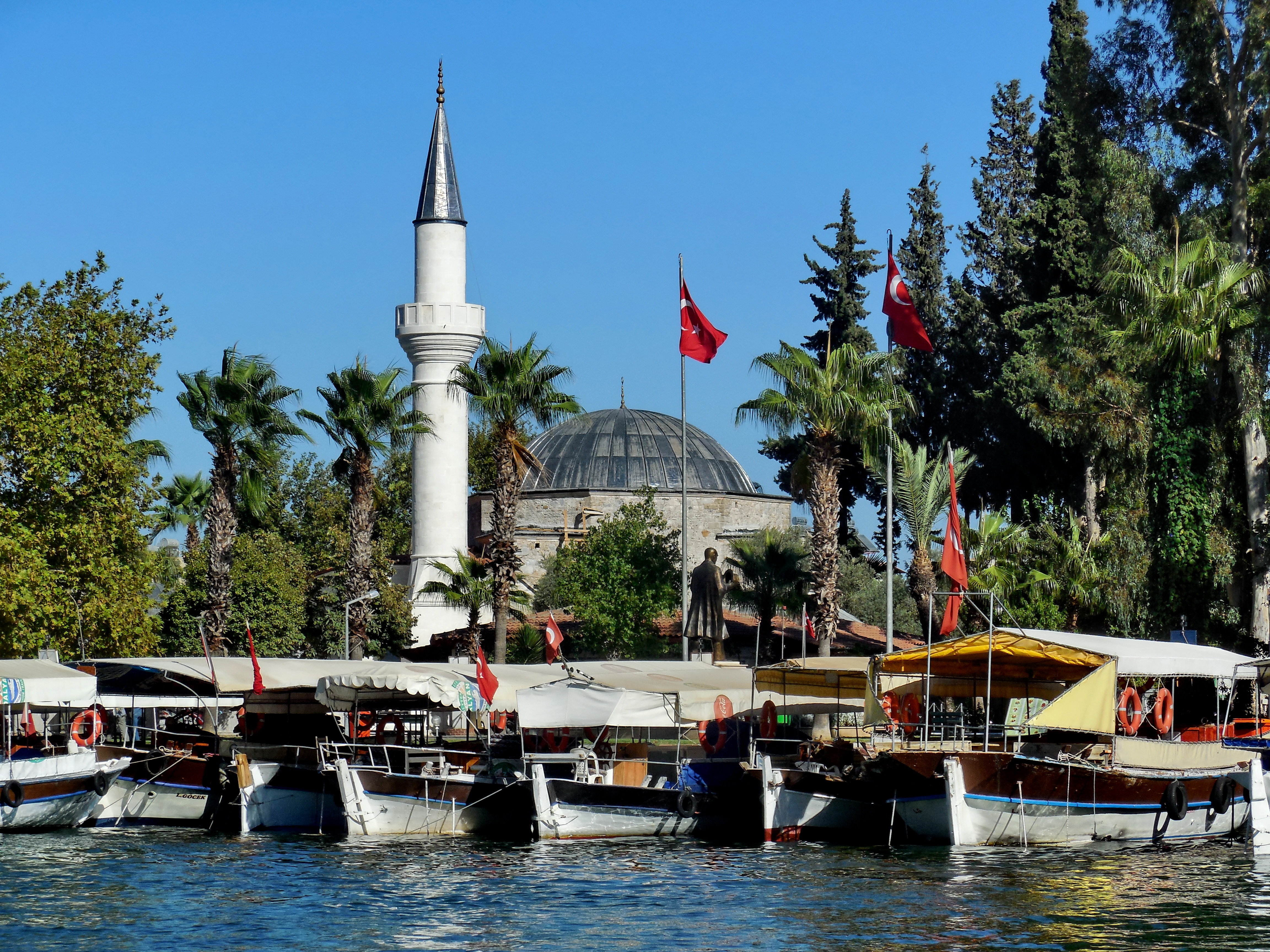
Главная мечеть
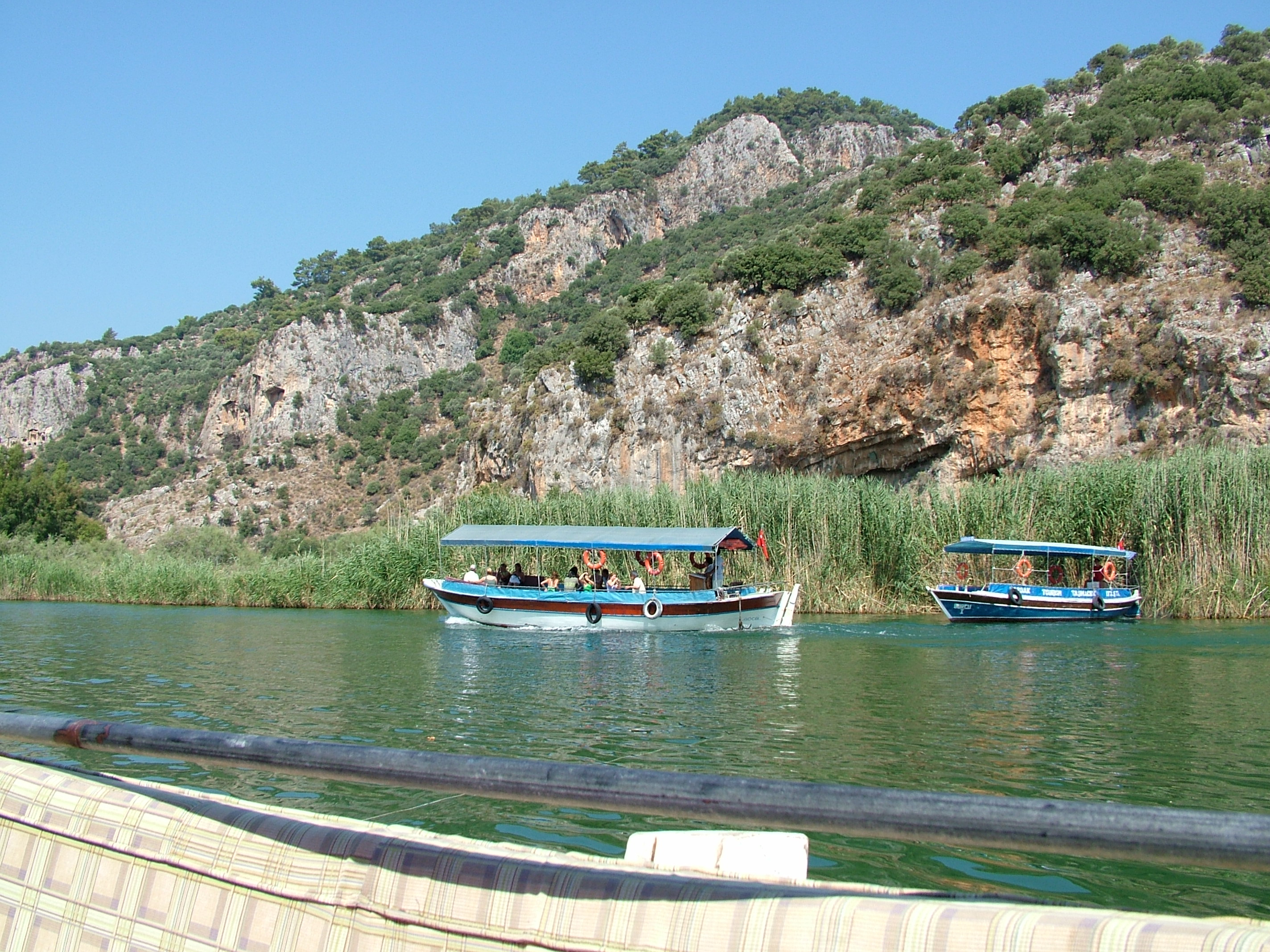
Одноимённая река и прогулочный кораблик
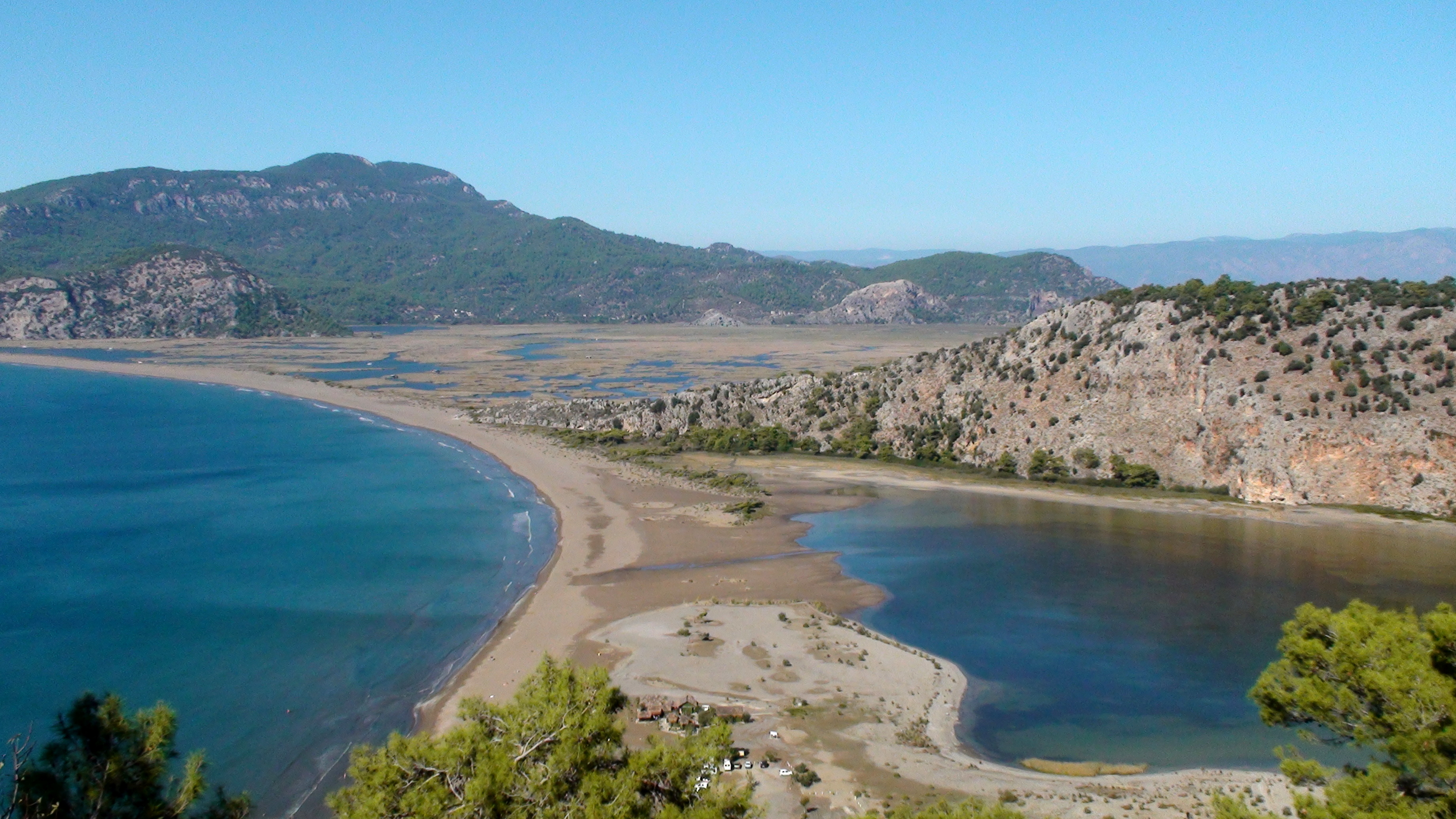
Черепаший берег Изтузу
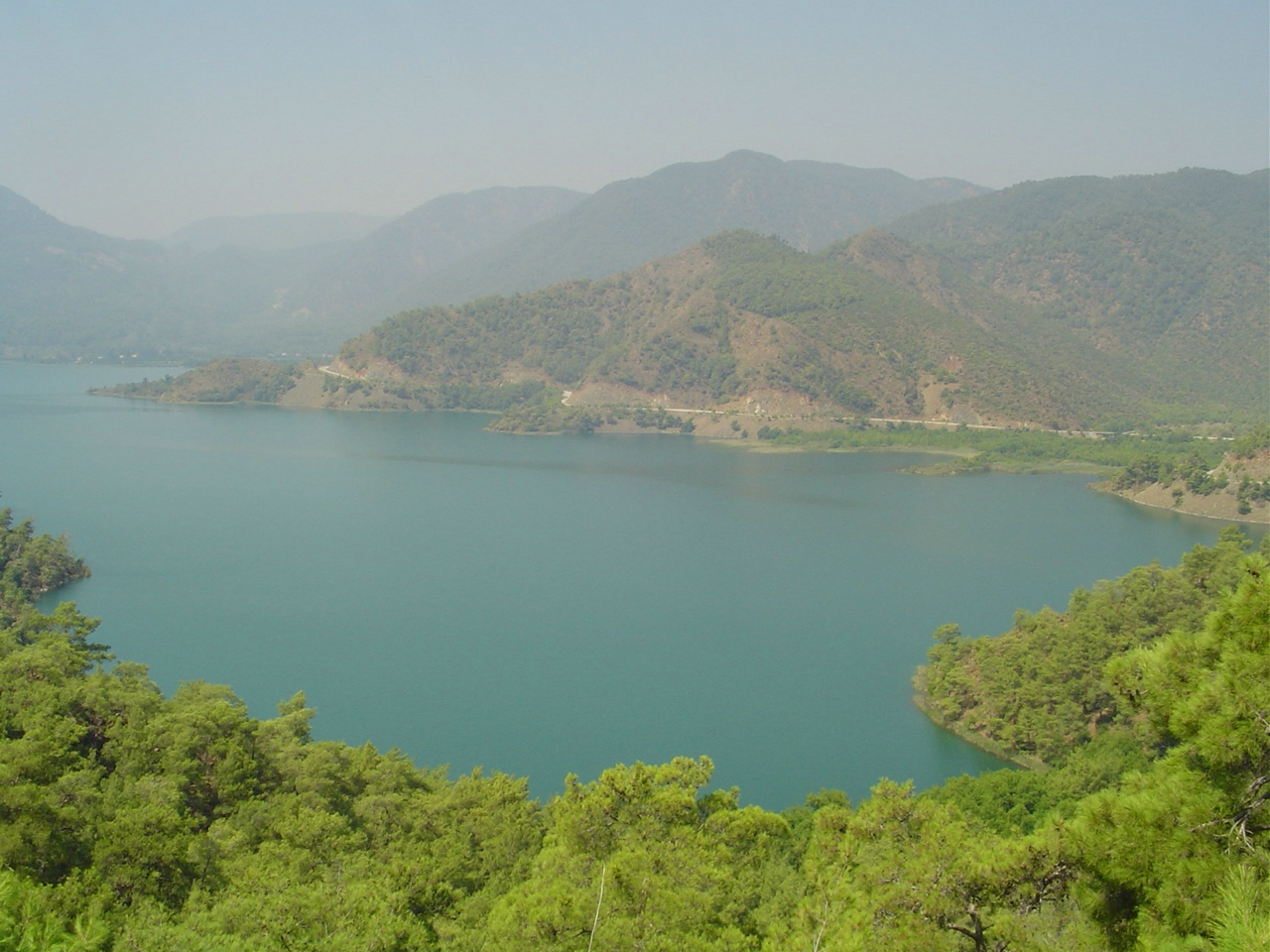
Озеро Кёйджегиз
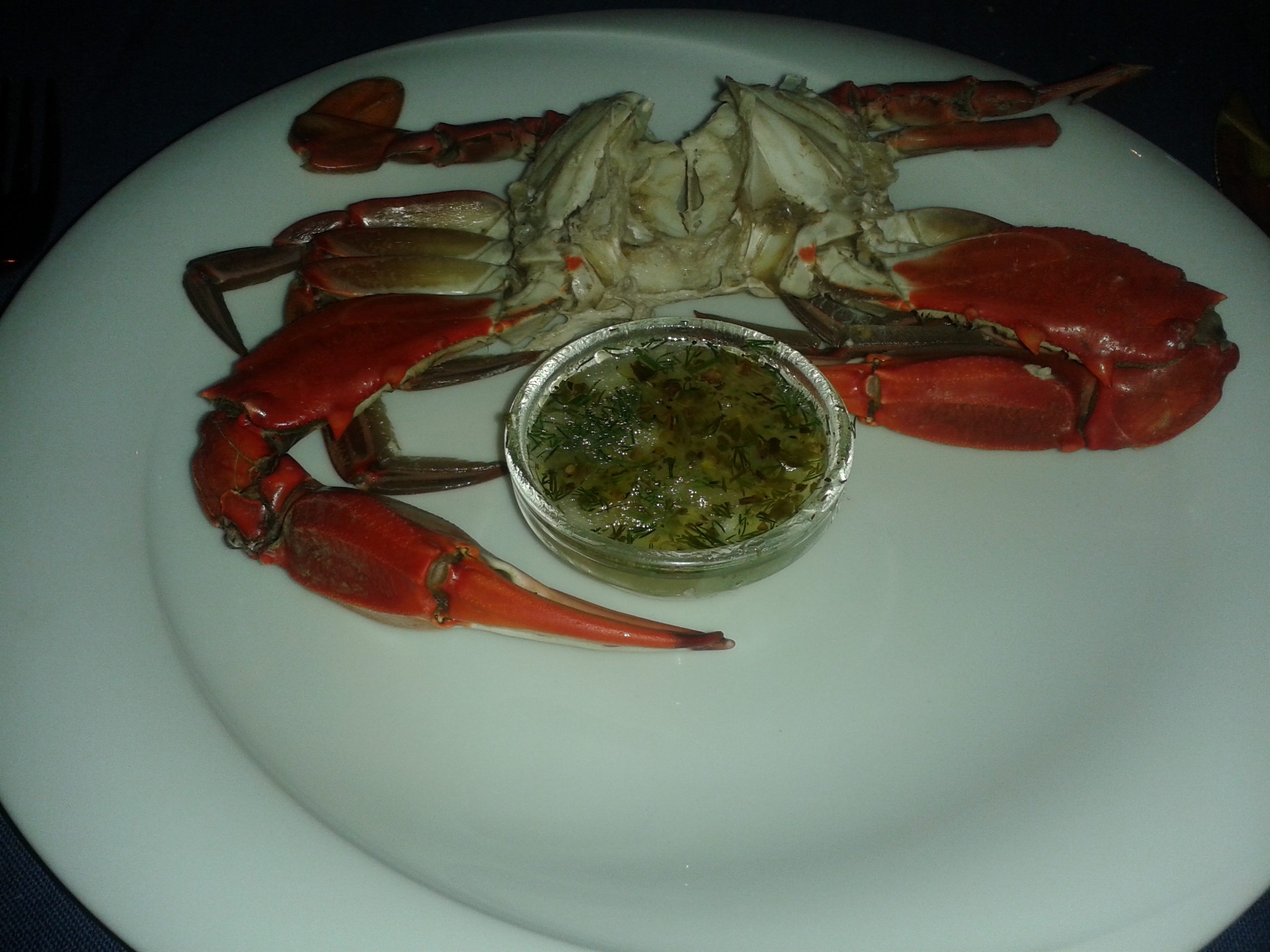
Блюдо из местного синего краба